# Muzeum Diecezjalne w Tarnowie
Muzeum Diecezjalne w Tarnowie – muzeum diecezjalne w Polsce założone 25 października 1888 roku przez ówczesnego rektora tarnowskiego seminarium duchownego ks. Józefa Bąbę. Jest najstarszą tego typu placówką w Polsce.

## Historia

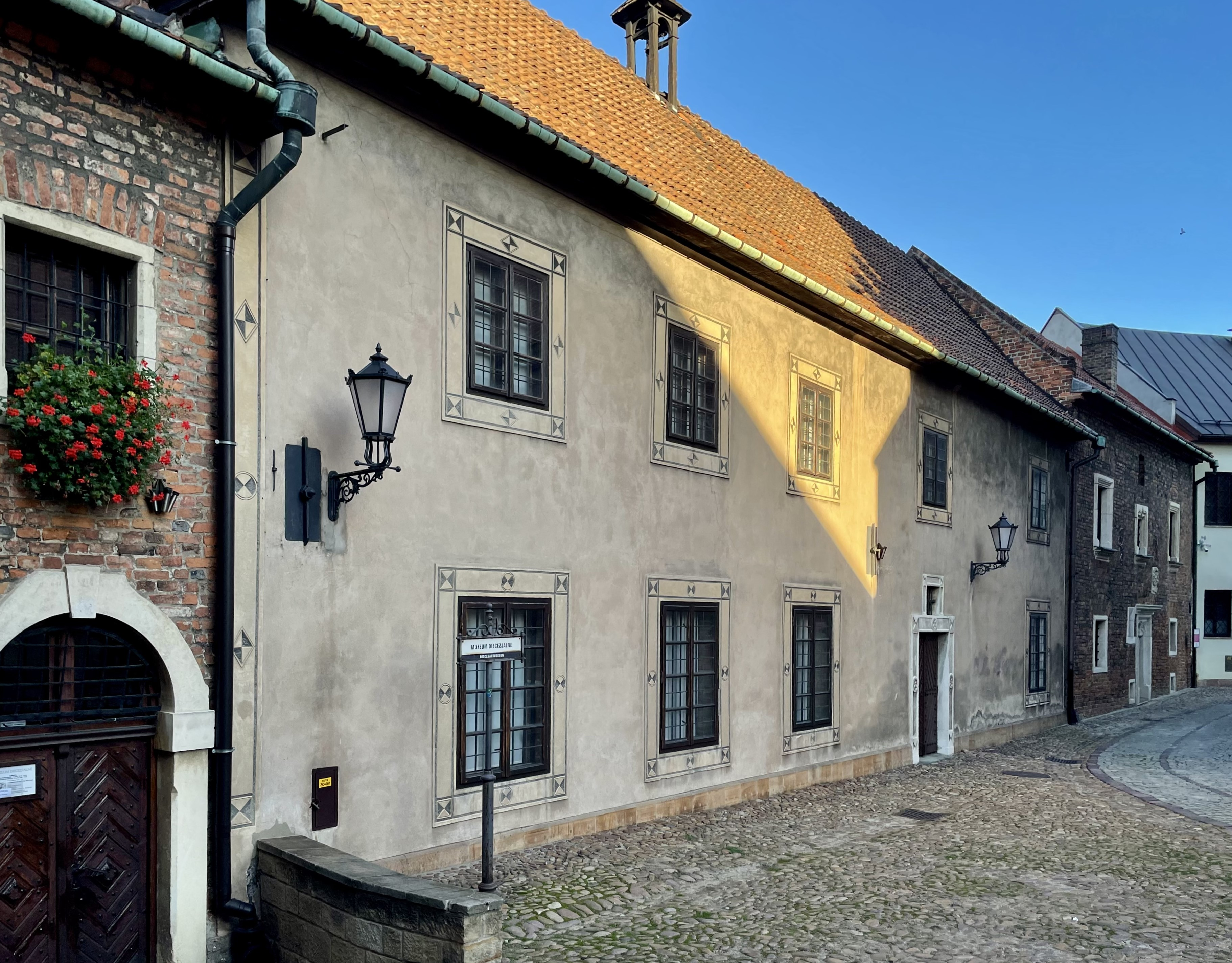
Zespół zabudowy Muzeum Diecezjalnego przy pl. Katedralnym w Tarnowie.

Muzeum zostało założone 25 października 1888 roku przez ks. Józefa Bąbę. Jego siedziba mieściła się pierwotnie w jednej z sal budynku tarnowskiego seminarium duchownego.
W latach 1931–1940 zbiory ulokowane były wespół z eksponatami muzeum miejskiego w ratuszu na tarnowskim Rynku, natomiast w listopadzie 1940 roku przeniesiono je do budynków zlokalizowanych za katedrą. W 1948 roku biskup tarnowski Jan Stepa udzielił zgody na przeniesienie zbiorów na stałe do tychże domów, w związku z czym główna siedziba placówki umieszczona jest w zespole zabytkowych kamienic z XVI wieku (scholasterii, akademioli, domu Mikołajowskim oraz domu Mansjonariuszy), znajdującym się przy placu Katedralnym, w sąsiedztwie katedry, niegdyś kolegiaty.
W 1957 roku zbiory muzeum zostały zasilone przekazanym przez Norberta Lippóczego darem, w skład którego wchodziły dzieła sztuki ludowej, w tym hafty, ceramika oraz liczne obrazy malowane na szkle.
Kamienica, w której obecnie mieszczą się dwie duże sale wystawowe, była kiedyś zwana Akademiolą, ponieważ była to filia Uniwersytetu Krakowskiego. Była to pierwsza tarnowska szkoła.
Tarnowskie Muzeum Diecezjalne jest najstarszą tego typu placówką w Polsce. 23 czerwca 2025 roku po rocznym remoncie na nowo otwarto muzeum. W wyniku prac zrobiono renowacje dachu i termomodernizacje, zamontowano nowe okna i posadzkę, przeorganizowano wnętrze budynku stwarzając tym nową przestrzeń, w tym kącik dla dzieci.

## Zbiory muzeum
Eksponaty muzeum dzielą się na cztery działy: zabytki sztuki cechowej – gotycka rzeźba i malarstwo z terenu Małopolski, tkaniny kościelne – m.in. ornaty i kapy, sztuka ludowa, w szczególności obrazy malowane na szkle z całej Europy i innych kontynentów, oraz dzieła sztuki z przełomu XIX i XX wieku (obrazy, porcelana zegarki). Najstarszym eksponatem w muzeum jest pochodząca z XIII wieku rzeźba głowy św. Jana Chrzciciela na misie.

## Oddziały

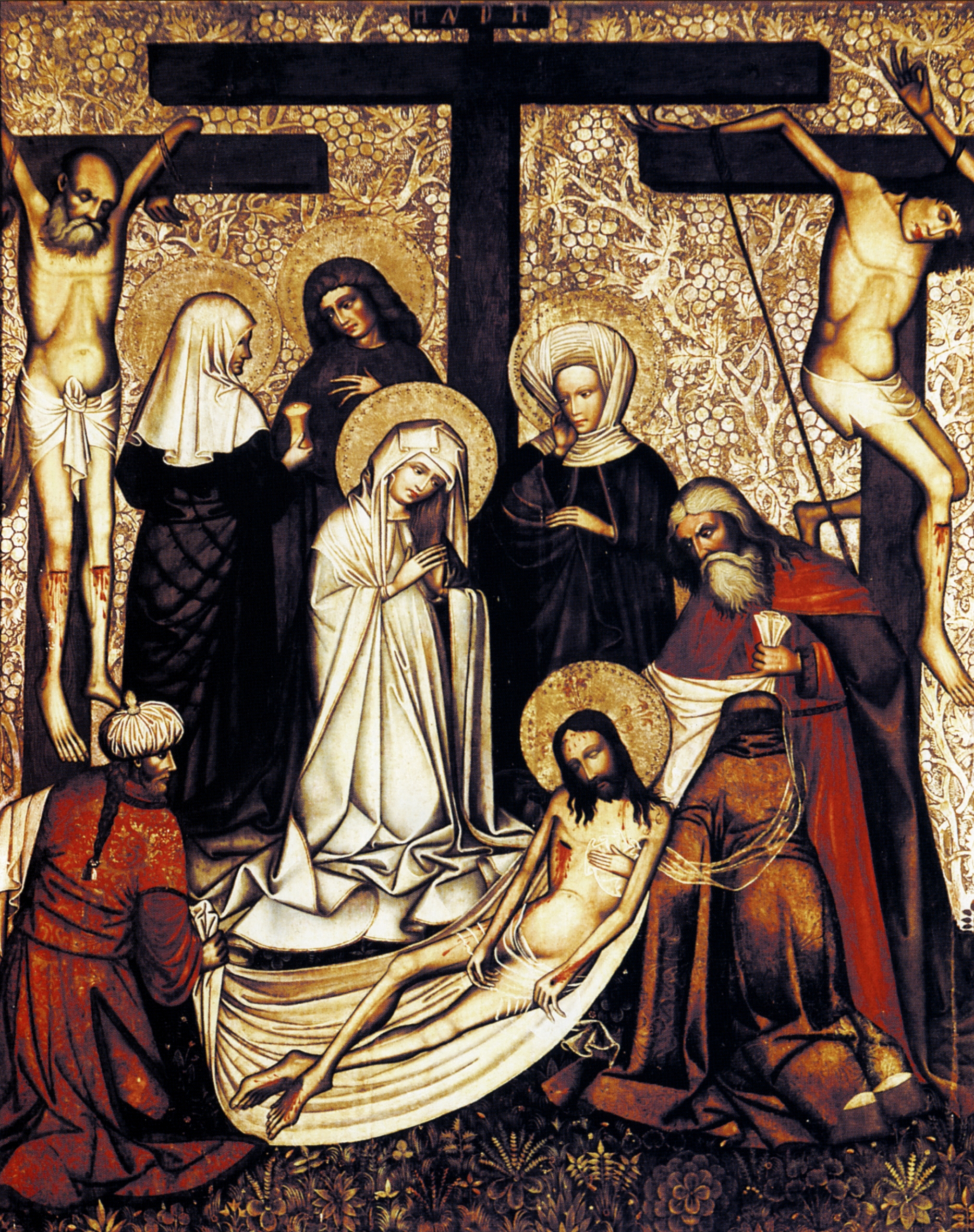
„Opłakiwanie z Chomranic”, dzieło anonimowego artysty, gotyk ok. 1440 r.

Muzeum posiada następujące oddziały:
- Bobowa – Muzeum Parafialne
- Chełm – Muzeum Parafialne im. Stróżów Bożego Grobu
- Dobra – Muzeum Parafialne
- Grybów – Muzeum Parafialne
- Iwkowa – Muzeum Parafialne
- Krynica – Muzeum Parafialne
- Limanowa – Muzeum Parafialne
- Odporyszów – Muzeum Parafialne im. Jana Wnęka
- Okulice – Muzeum Sanktuarium Maryjnego
- Paszyn – Ośrodek Sztuki Ludowej im. Ks. Edwarda Nitki
- Rzepiennik Strzyżewski – Muzeum Parafialne
- Stary Sącz – Muzeum klasztorne PP.Klarysek
- Szczawa – Muzeum I Pułku Strzelców Podhalańskich AK
- Tropie – Muzeum Parafialne
- Złota – Muzeum Parafialne